# بترز ستوتش
ليوبولد "بترز" ستوتش الأداء الصوتي لمات ستون الشخصية مستوحاة من مخرج المسلسل اريك ستو. يتحدث بترز بلهجة مميزة له يظهر فيها تأثير جنوب أمريكا بوضوح.الاسم المتعارف عليه (بترز) مأخوذ من المسلسل الأمريكي فيرونيكا مارس (مسلسل) ،شخصية Vincent "Butters" Clemmons.

## الشخصية وتاريخها
بترز من أكتر شخصيات المسلسل لطفا وبراءة وسذاجة وهو اكتر وداعة من بقية جميع شخصيات المسلسل الأخرى تقريبا، ونادرا ما يستعمل الشتائم والألفاظ البذيئة وغالبا ما يستخدم كلمات علي غرار aw, hamburgers" أو "son of a biscuit".
بترز هو الأبن الوحيد لأبويه كريس وليندا ستوتش هم في غاية الحزم مع الأبن لدرجة مبالغ فيها في بعض الأحيان ويعاقوبنه لأشياء تافهة أو خارجة عن ارادته ولكنهم بلا شك يحبونه ولكن هذه المعاملة تركت أثرا في شخصيته.
على الرغم من سخرية أصدقائه الدائمة منه وبالأخص إريك كارتمان وتسلط أبويه فأن بترز دائما متفائل على الرغم من بعض لحظات اليأس في بعص الأحيان خاصة في حلقة الموسم السابع زبيب عندما أحب للمرة الأولي وأنتهي بقلب محطم.
بترز ظهر مع بداية السلسل ولكن لم يكن له أي دور يذكر في البداية وكان نادرا ما يتكلم وحتي في ساوث بارك-الفيلم كان دوره محدودا جدا.و من الموسم الثالث الي الخامس بدأ يظهر بشكل أكثر.في حلقة "Jared Has Aides" قرر الأصدقاء الثلاثة ستان، كايلي، إريك اختيار بترز كصديق دائم لهم بدلا عن صديقهم الذي مات كيني من نهاية الموسم الخامس تسلطت عليه الأضواء لدرجة عمل حلقة خاصة باسمه ويقوم هو ببطولتها المطلقة "Butters' Very Own Episode".
لم يلبث بترز أن لاحظ معاملة أصدقائة السيئة له واستغلاله أسوأ استغلال وخاصة إريك الذي كان يستميع بتعذيبه خاصة في حلقة FREAK STRIKE وAwesome-O، ومالبث الأصدقاء أن رفضوا صداقته وسعوا للبحث عن صديق جديد.
على الرغم من عودة كيني بعد الموسم السادس مرة أخرى فأن بترز لا يزال يعد من الشخصيات الرئيسية والمحبوبة لدي العديد من عشاق المسلسل ولا يزال يلعب دورا كبيرا في العديد من الحلقات حتي الآن.